# Lackawanna Valley Railroad
Die Lackawanna Valley Railroad (AAR-reporting mark: LVAL) war eine Class-3-Bahngesellschaft (local railroad), die vom 15. April 1985 bis zum 26. August 1993 Schienengüterverkehr zwischen Scranton und Carbondale im Nordosten des US-Bundesstaats Pennsylvania erbrachte.

## Geschichte
1863 eröffnete die Delaware and Hudson Canal Company eine Bahnstrecke von Carbondale nach Scranton, die in den folgenden Jahren Teil einer überregionalen Verbindung zwischen dem Hudson River bei Albany und dem Wyoming Valley im Nordosten Pennsylvanias wurde. 117 Jahre später, 1980, erwarb die inzwischen von der Canal Company in die Delaware and Hudson Railway (D&H) umfirmierte Betreibergesellschaft den weiter westlich verlaufenden Streckenabschnitt Scranton–Binghamton der früheren Hauptstrecke der Delaware, Lackawanna and Western Railroad (DL&W) von der Consolidated Rail Corporation (Conrail). Da die neu erworbene Verbindung wesentlich flacher als die Penn Division über Carbondale trassiert war, verlegte die D&H ihre Güterzüge auf die vormalige DL&W-Strecke. Der eigene Streckenabschnitt von Carbondale nordwärts bis Nineveh (Colesville) wurde hingegen 1982 bzw. 1986 schrittweise stillgelegt.
Der von der D&H ebenfalls zur Stilllegung vorgesehene, seit 1984 nicht mehr befahrene Abschnitt von Carbondale bis Scranton wurde am 15. April 1985 für 1,55 Millionen Dollar an die Lackawanna County Railroad Authority (LCRA) verkauft. Das Lackawanna County wollte so die Anbindung lokaler Industrien an das Schienengüterverkehrsnetz sichern. Als Betreiber wurde am 9. März 1985 unter sieben Bewerbern die Blue Mountain Management Service aus Wyncote bei Philadelphia beauftragt, die der LCRA für die Jahre von 1985 bis 1988 Nutzungsentgelte in Höhe von rund 280.000 Dollar in Aussicht stellte. Das durch den Unternehmer William Powers und weitere Anteilseigner gehaltene Unternehmen Blue Mountain betrieb seit 1983 mit der Moxahala Valley Railroad in Ohio sowie der Panther Valley Railroad (PVRR) im Osten Pennsylvanias bereits zwei weitere Bahngesellschaften. Für den Neuauftrag gründete Blue Mountain die Lackawanna Valley Railroad (LVAL), die am 15. April 1985 den Güterverkehr nach Carbondale wieder aufnahm.
Im Juni 1987 verkaufte Powers seine Anteile an der LVAL und der PVRR, nachdem eine Buchprüfung im Januar 1987 ergeben hatte, dass er seit 1984 138.000 Dollar von der PVRR zur LVAL und zwei weiteren Unternehmen verschoben hatte. Die PVRR verzichtete auf eine Anzeige, beendete jedoch die Zusammenarbeit mit Powers. Der bereits für beide Unternehmen tätige Alfred „Al“ Luedtke übernahm Powers Firmenanteile und Aufgaben. 1990 wechselte die LVAL erneut den Eigentümer, als Luedtke das Unternehmen an John Nolan und Mark Rosner verkaufte.
1991 verkaufte Conrail auch den Streckenabschnitt Scranton–Mount Pocono der früheren DL&W-Hauptstrecke an die LCRA. Der Güterverkehr auf diesem Abschnitt wurde durch die neu gegründete Lackawanna Railway (LRWY) des Unternehmers Steven May übernommen. Im September 1991 erwarb May auch die LVAL. Zuvor hatte die LCRA für das Geschäftsjahr 1989 auf die vertraglich zugesicherte Bilanzprüfung bei der LVAL verzichtet, nachdem dort nicht alle benötigten Unterlagen zur Verfügung standen. Für das folgende Geschäftsjahr wurde das Audit erneut vertagt, nachdem für die ersten acht Monate vor dem Eigentümerwechsel nicht alle Daten verfügbar gewesen seien.
1993 bat die LCRA potentielle Betreiber um die Abgabe von Angeboten und Konzepten (request for proposals; RFP) zur weiteren Durchführung des Güterverkehrs auf ihren Bahnstrecken. Unter den Bietern war die Genesee Valley Transportation Company, die den Zuschlag erhielt und die Delaware-Lackawanna Railroad (DL) als eigenständige Tochtergesellschaft gründete. Die LVAL und die LWRY als unterlegene Bieter stellten ihren Bahnbetrieb am 26. August 1993 ein; die DL übernahm den Verkehr am folgenden Tag.

## Infrastruktur
Die 30,7 km (19,1 Meilen) lange eingleisige Strecke Scranton–Carbondale ist ein Teil der früheren D&H-Hauptstrecke von Scranton Richtung Albany. Sie war zu Betriebszeiten der LVAL Eigentum der Lackawanna County Railroad Authority (LCAR), wurde aber vollständig durch die LVAL betrieben und unterhalten. Das Gleis führt von Scranton über Dickson City und Olyphant in nordöstliche Richtung nach Carbondale, wobei das nördliche Ende der Strecke bereits auf dem Gebiet von Fell Township liegt. Im Stadtgebiet von Scranton nutzte die LVAL ferner den südlich anschließenden, etwa 5 km (3,1 Meilen) langen und ebenfalls durch die LCAR erworbenen Abschnitt bis Minooka Junction, um den Güterbahnhof Taylor Yard zum Wagentausch mit D&H zu erreichen. Ab 1986 wurde darüber ferner Duryea Yard bei Pittston zum Wagentausch mit Conrail angefahren.

## Verkehr
Frachtgüter der LVAL waren vor allem Plastik, Holz, Baustoffe, Chemikalien und Futtermittel.

## Fahrzeuge
Ab Betriebsaufnahme stand der LVAL eine aus Conrail-Beständen erworbene Diesellokomotive des Typs GE U30B mit der Betriebsnummer #901 zur Verfügung. Sie trug eine an das Farbschema der 1957 aufgelösten New York, Ontario and Western Railway (NYO&W) angelehnte Lackierung. Zwei GE U33B der A P Luedtke Locomotive Leasing Company wurden zeitweise angemietet. Zu Beginn der 1990er-Jahre wurde der Fahrzeugbestand um mehrere Diesellokomotiven der Typen MLW RS-18 ergänzt. Nach dem Erwerb der LVAL durch May wurde zudem eine EMD GP35 durch LVAL und LRWY eingesetzt.